# Adam Straith
John Adam Straith (Surrey, 11 settembre 1990) è un ex calciatore canadese, di ruolo difensore.

## Biografia
Nato a Surrey, si è trasferito con il resto della famiglia a Victoria all'età di due anni. Anche i suoi famigliari sono sportivi: suo padre Kane e suo fratello Luke hanno praticato rugby, mentre l'altro fratello Manny è un calciatore.

## Carriera

### Club
A livello giovanile, Straith ha giocato per il Lower Island Metro, per il Bays United e per il Victoria United, prima di entrare a far parte della formazione Under-23 dei Vancouver Whitecaps. Nel 2008 si è trasferito in Germania per giocare nell'Energie Cottbus II, squadra riserve del club omonimo e militante in Regionalliga. Ha esordito il 13 dicembre 2008, schierato titolare nel pareggio casalingo per 0-0 contro l'Oberneuland. Il 23 maggio 2009 ha trovato la prima rete, nel pareggio per 2-2 contro l'Altona 93.
A partire dal campionato 2009-2010, è stato aggregato alla prima squadra dell'Energie Cottbus. Il 25 ottobre ha disputato la prima partita in 2. Bundesliga, subentrando a Sergiu Radu nel pareggio per 1-1 in casa del St. Pauli. Il 29 novembre successivo ha segnato la prima rete, nel successo per 3-0 sul Rot-Weiß Oberhausen. È rimasto in squadra per circa due anni e mezzo, in cui ha contemporaneamente militato nella squadra riserve, totalizzando 40 presenze ed una rete tra campionato e coppa nazionale.
Il 30 gennaio 2012 è passato al Saarbrücken con la formula del prestito.
Il 26 gennaio 2015, i norvegesi del Fredrikstad – militanti in 1. divisjon, secondo livello del campionato locale – hanno ufficializzato l'ingaggio di Straith, che si è legato al nuovo club con un contratto biennale. Ha esordito in squadra il 6 maggio dello stesso anno, schierato titolare nel primo turno del Norgesmesterskapet contro il Kvik Halden, sfida che la sua squadra ha poi perso per 4-3 ai tiri di rigore, dopo il 2-2 dei tempi regolamentari. Il 10 maggio ha invece debuttato in campionato, in occasione della vittoria interna per 3-1 sul Ranheim. Il 13 maggio ha trovato la prima rete con questa maglia, nella sconfitta per 6-1 in casa del Sandnes Ulf. Ha chiuso la prima annata con 22 presenze e 4 reti tra campionato e coppa.
Il 27 febbraio 2017, l'Edmonton ha reso noto d'aver ingaggiato lo svincolato Straith, con i termini personali dell'accordo con il calciatore che sono rimasti privati. Il 21 luglio successivo ha rescisso il contratto che lo legava al club.
Il 18 agosto 2017, libero da vincoli contrattuali, è stato ingaggiato dallo Sportfreunde Lotte.
Il 19 maggio 2019 è stato reso noto il suo passaggio all'Hansa Rostock.

### Nazionale
Straith ha rappresentato il Canada a livello Under-17 e Under-20. Con quest'ultima selezione ha partecipato al campionato nordamericano di categoria del 2009. Il 24 maggio 2010 ha effettuato il proprio esordio in nazionale maggiore, subentrando a Richard Hastings in una sconfitta in amichevole contro l'Argentina per 5-0. Con la nazionale canadese ha partecipato alla CONCACAF Gold Cup 2013 e 2015.

## Statistiche

### Presenze e reti nei club
Statistiche aggiornate al 6 settembre 2020.
| Stagione                  | Club                      | Campionato                | Campionato | Campionato | Coppe nazionali | Coppe nazionali | Coppe nazionali | Coppe continentali | Coppe continentali | Coppe continentali | Supercoppe | Supercoppe | Supercoppe | Totale | Totale |
| Stagione                  | Club                      | Comp                      | Pres       | Reti       | Comp            | Pres            | Reti            | Comp               | Pres               | Reti               | Comp       | Pres       | Reti       | Pres   | Reti   |
| ------------------------- | ------------------------- | ------------------------- | ---------- | ---------- | --------------- | --------------- | --------------- | ------------------ | ------------------ | ------------------ | ---------- | ---------- | ---------- | ------ | ------ |
| 2008-2009                 | Energie Cottbus II        | RL                        | 14         | 1          | -               | -               | -               | -                  | -                  | -                  | -          | -          | -          | 14     | 1      |
| 2009-2010                 | Energie Cottbus II        | OL                        | 4          | 0          | -               | -               | -               | -                  | -                  | -                  | -          | -          | -          | 4      | 0      |
| 2011-gen. 2012            | Energie Cottbus II        | RL                        | 3          | 0          | -               | -               | -               | -                  | -                  | -                  | -          | -          | -          | 3      | 0      |
| Totale Energie Cottbus II | Totale Energie Cottbus II | Totale Energie Cottbus II | 21         | 1          |                 | -               | -               |                    | -                  | -                  |            | -          | -          | 21     | 1      |
| 2009-2010                 | Energie Cottbus           | 2L                        | 23         | 1          | CG              | 0               | 0               | -                  | -                  | -                  | -          | -          | -          | 23     | 1      |
| 2010-2011                 | Energie Cottbus           | 2L                        | 7          | 0          | CG              | 1               | 0               | -                  | -                  | -                  | -          | -          | -          | 8      | 0      |
| 2011-gen. 2012            | Energie Cottbus           | 2L                        | 8          | 0          | CG              | 1               | 0               | -                  | -                  | -                  | -          | -          | -          | 9      | 0      |
| Totale Energie Cottbus    | Totale Energie Cottbus    | Totale Energie Cottbus    | 38         | 1          |                 | 2               | 0               |                    | -                  | -                  |            | -          | -          | 40     | 1      |
| gen.-giu. 2012            | Saarbrücken               | 2L                        | 14         | 0          | CG              | -               | -               | -                  | -                  | -                  | -          | -          | -          | 14     | 0      |
| 2012-2013                 | Saarbrücken               | 3L                        | 23         | 1          | CG              | 1               | 0               | -                  | -                  | -                  | -          | -          | -          | 24     | 1      |
| Totale Saarbrücken        | Totale Saarbrücken        | Totale Saarbrücken        | 37         | 1          |                 | 1               | 0               |                    | -                  | -                  |            | -          | -          | 38     | 1      |
| 2012-2013                 | Saarbrücken II            | OL                        | 1          | 0          | -               | -               | -               | -                  | -                  | -                  | -          | -          | -          | 1      | 0      |
| 2013-2014                 | Wehen Wiesbaden           | 3L                        | 8          | 0          | CG              | 0               | 0               | -                  | -                  | -                  | -          | -          | -          | 8      | 0      |
| 2013-2014                 | Wehen Wiesbaden II        | HL                        | 13         | 1          | -               | -               | -               | -                  | -                  | -                  | -          | -          | -          | 13     | 1      |
| 2015                      | Fredrikstad               | 1D                        | 21         | 4          | CN              | 1               | 0               | -                  | -                  | -                  | -          | -          | -          | 22     | 4      |
| 2016                      | Fredrikstad               | 1D                        | 30         | 2          | CN              | 3               | 0               | -                  | -                  | -                  | -          | -          | -          | 33     | 2      |
| Totale Fredrikstad        | Totale Fredrikstad        | Totale Fredrikstad        | 51         | 6          |                 | 4               | 0               |                    | -                  | -                  |            | -          | -          | 55     | 6      |
| feb.-lug. 2017            | Edmonton                  | NASL                      | 11         | 1          | CC              | 1               | 0               | -                  | -                  | -                  | -          | -          | -          | 12     | 1      |
| ago. 2017-2018            | Sportfreunde Lotte        | 3L                        | 32         | 1          | CG              | 0               | 0               | -                  | -                  | -                  | -          | -          | -          | 32     | 1      |
| 2018-2019                 | Sportfreunde Lotte        | 3L                        | 34         | 3          | CG              | 0               | 0               | -                  | -                  | -                  | -          | -          | -          | 34     | 3      |
| Totale Sportfreunde Lotte | Totale Sportfreunde Lotte | Totale Sportfreunde Lotte | 66         | 4          |                 | 0               | 0               |                    | -                  | -                  |            | -          | -          | 66     | 4      |
| 2019-2020                 | Hansa Rostock             | 3L                        | 9          | 0          | CG              | 0               | 0               | -                  | -                  | -                  | -          | -          | -          | 9      | 0      |
| Totale                    | Totale                    | Totale                    | 255        | 15         |                 | 8               | 0               |                    | -                  | -                  |            | -          | -          | 263    | 15     |

### Cronologia presenze e reti in nazionale
| Cronologia completa delle presenze e delle reti in nazionale ― Canada | Cronologia completa delle presenze e delle reti in nazionale ― Canada | Cronologia completa delle presenze e delle reti in nazionale ― Canada | Cronologia completa delle presenze e delle reti in nazionale ― Canada | Cronologia completa delle presenze e delle reti in nazionale ― Canada | Cronologia completa delle presenze e delle reti in nazionale ― Canada | Cronologia completa delle presenze e delle reti in nazionale ― Canada | Cronologia completa delle presenze e delle reti in nazionale ― Canada |
| Data                                                                  | Città                                                                 | In casa                                                               | Risultato                                                             | Ospiti                                                                | Competizione                                                          | Reti                                                                  | Note                                                                  |
| --------------------------------------------------------------------- | --------------------------------------------------------------------- | --------------------------------------------------------------------- | --------------------------------------------------------------------- | --------------------------------------------------------------------- | --------------------------------------------------------------------- | --------------------------------------------------------------------- | --------------------------------------------------------------------- |
| 24-5-2010                                                             | Buenos Aires                                                          | Argentina                                                             | 5 – 0                                                                 | Canada                                                                | Amichevole                                                            | -                                                                     | 79’                                                                   |
| 29-5-2010                                                             | Mérida                                                                | Venezuela                                                             | 1 – 1                                                                 | Canada                                                                | Amichevole                                                            | -                                                                     |                                                                       |
| 4-9-2010                                                              | Toronto                                                               | Canada                                                                | 0 – 2                                                                 | Perù                                                                  | Amichevole                                                            | -                                                                     |                                                                       |
| 7-9-2010                                                              | Montreal                                                              | Canada                                                                | 2 – 1                                                                 | Honduras                                                              | Amichevole                                                            | -                                                                     |                                                                       |
| 8-10-2010                                                             | Kiev                                                                  | Ucraina                                                               | 2 – 2                                                                 | Canada                                                                | Amichevole                                                            | -                                                                     |                                                                       |
| 9-2-2011                                                              | Larissa                                                               | Grecia                                                                | 1 – 0                                                                 | Canada                                                                | Amichevole                                                            | -                                                                     |                                                                       |
| 7-10-2011                                                             | Gros Islet                                                            | Saint Lucia                                                           | 0 – 7                                                                 | Canada                                                                | Qual. Mondiali 2014                                                   | -                                                                     |                                                                       |
| 11-10-2011                                                            | Toronto                                                               | Canada                                                                | 0 – 0                                                                 | Porto Rico                                                            | Qual. Mondiali 2014                                                   | -                                                                     |                                                                       |
| 11-11-2011                                                            | Basseterre                                                            | Saint Kitts e Nevis                                                   | 0 – 0                                                                 | Canada                                                                | Qual. Mondiali 2014                                                   | -                                                                     |                                                                       |
| 15-11-2011                                                            | Toronto                                                               | Canada                                                                | 4 – 0                                                                 | Saint Kitts e Nevis                                                   | Qual. Mondiali 2014                                                   | -                                                                     |                                                                       |
| 29-2-2012                                                             | Limassol                                                              | Armenia                                                               | 3 – 1                                                                 | Canada                                                                | Amichevole                                                            | -                                                                     | 61’                                                                   |
| 10-9-2013                                                             | Oliva                                                                 | Canada                                                                | 0 – 1                                                                 | Mauritania                                                            | Amichevole                                                            | -                                                                     | 88’                                                                   |
| 15-10-2013                                                            | Londra                                                                | Canada                                                                | 0 – 3                                                                 | Australia                                                             | Amichevole                                                            | -                                                                     |                                                                       |
| 15-11-2013                                                            | Olomouc                                                               | Rep. Ceca                                                             | 2 – 0                                                                 | Canada                                                                | Amichevole                                                            | -                                                                     |                                                                       |
| 19-11-2013                                                            | Celje                                                                 | Slovenia                                                              | 1 – 0                                                                 | Canada                                                                | Amichevole                                                            | -                                                                     | 36’ 86’                                                               |
| 23-5-2014                                                             | Sofia                                                                 | Bulgaria                                                              | 1 – 1                                                                 | Canada                                                                | Amichevole                                                            | -                                                                     |                                                                       |
| 27-5-2014                                                             | Ritzing                                                               | Moldavia                                                              | 1 – 1                                                                 | Canada                                                                | Amichevole                                                            | -                                                                     |                                                                       |
| 9-9-2014                                                              | Toronto                                                               | Canada                                                                | 3 – 1                                                                 | Giamaica                                                              | Amichevole                                                            | -                                                                     | 72’                                                                   |
| 14-10-2014                                                            | Harrison                                                              | Canada                                                                | 0 – 1                                                                 | Colombia                                                              | Amichevole                                                            | -                                                                     | 90+1’                                                                 |
| 18-11-2014                                                            | Panama                                                                | Panama                                                                | 0 – 0                                                                 | Canada                                                                | Amichevole                                                            | -                                                                     |                                                                       |
| 16-1-2015                                                             | Orlando                                                               | Canada                                                                | 1 – 2                                                                 | Islanda                                                               | Amichevole                                                            | -                                                                     | 68’                                                                   |
| 19-1-2015                                                             | Orlando                                                               | Canada                                                                | 1 – 1                                                                 | Islanda                                                               | Amichevole                                                            | -                                                                     |                                                                       |
| 11-6-2015                                                             | Roseau                                                                | Dominica                                                              | 0 – 2                                                                 | Canada                                                                | Qual. Mondiali 2018                                                   | -                                                                     |                                                                       |
| 16-6-2015                                                             | Toronto                                                               | Canada                                                                | 4 – 0                                                                 | Dominica                                                              | Qual. Mondiali 2018                                                   | -                                                                     |                                                                       |
| 8-7-2015                                                              | Los Angeles                                                           | El Salvador                                                           | 0 – 0                                                                 | Canada                                                                | Gold Cup 2015 - 1º turno                                              | -                                                                     |                                                                       |
| 11-7-2015                                                             | Houston                                                               | Canada                                                                | 0 – 1                                                                 | Giamaica                                                              | Gold Cup 2015 - 1º turno                                              | -                                                                     |                                                                       |
| 14-7-2015                                                             | Toronto                                                               | Canada                                                                | 0 – 0                                                                 | Costa Rica                                                            | Gold Cup 2015 - 1º turno                                              | -                                                                     |                                                                       |
| 4-9-2015                                                              | Toronto                                                               | Canada                                                                | 3 – 0                                                                 | Belize                                                                | Qual. Mondiali 2018                                                   | -                                                                     |                                                                       |
| 8-9-2015                                                              | Roseau                                                                | Belize                                                                | 1 – 1                                                                 | Canada                                                                | Qual. Mondiali 2018                                                   | -                                                                     |                                                                       |
| 13-10-2015                                                            | Edmonton                                                              | Canada                                                                | 1 – 1                                                                 | Ghana                                                                 | Amichevole                                                            | -                                                                     |                                                                       |
| 13-11-2015                                                            | Vancouver                                                             | Canada                                                                | 1 – 0                                                                 | Honduras                                                              | Qual. Mondiali 2018                                                   | -                                                                     |                                                                       |
| 17-11-2015                                                            | San Salvador                                                          | El Salvador                                                           | 0 – 0                                                                 | Canada                                                                | Qual. Mondiali 2018                                                   | -                                                                     |                                                                       |
| 5-2-2016                                                              | Carson                                                                | Stati Uniti                                                           | 1 – 0                                                                 | Canada                                                                | Amichevole                                                            | -                                                                     | 46’                                                                   |
| 25-3-2016                                                             | Vancouver                                                             | Canada                                                                | 0 – 3                                                                 | Messico                                                               | Qual. Mondiali 2018                                                   | -                                                                     | 71’                                                                   |
| 3-6-2016                                                              | Lafnitz                                                               | Canada                                                                | 1 – 1                                                                 | Azerbaigian                                                           | Amichevole                                                            | -                                                                     | 79’                                                                   |
| 2-9-2016                                                              | San Pedro Sula                                                        | Honduras                                                              | 2 – 1                                                                 | Canada                                                                | Qual. Mondiali 2018                                                   | -                                                                     | 64’                                                                   |
| 6-9-2016                                                              | Vancouver                                                             | Canada                                                                | 3 – 1                                                                 | El Salvador                                                           | Qual. Mondiali 2018                                                   | -                                                                     |                                                                       |
| 6-10-2016                                                             | Marrakech                                                             | Canada                                                                | 4 – 0                                                                 | Mauritania                                                            | Amichevole                                                            | -                                                                     | 77’                                                                   |
| 11-10-2016                                                            | Marrakech                                                             | Marocco                                                               | 4 – 0                                                                 | Canada                                                                | Amichevole                                                            | -                                                                     |                                                                       |
| 11-11-2016                                                            | Cheonan                                                               | Corea del Sud                                                         | 2 – 0                                                                 | Canada                                                                | Amichevole                                                            | -                                                                     |                                                                       |
| 22-1-2017                                                             | Devonshire                                                            | Bermuda                                                               | 2 – 4                                                                 | Canada                                                                | Amichevole                                                            | -                                                                     |                                                                       |
| 22-3-2017                                                             | Edimburgo                                                             | Scozia                                                                | 1 – 1                                                                 | Canada                                                                | Amichevole                                                            | -                                                                     |                                                                       |
| 13-6-2017                                                             | Montréal                                                              | Canada                                                                | 2 – 1                                                                 | Curaçao                                                               | Amichevole                                                            | -                                                                     | 75’                                                                   |
| Totale                                                                |                                                                       | Presenze                                                              | 43                                                                    |                                                                       | Reti                                                                  | 0                                                                     |                                                                       |